# M18 Claymore

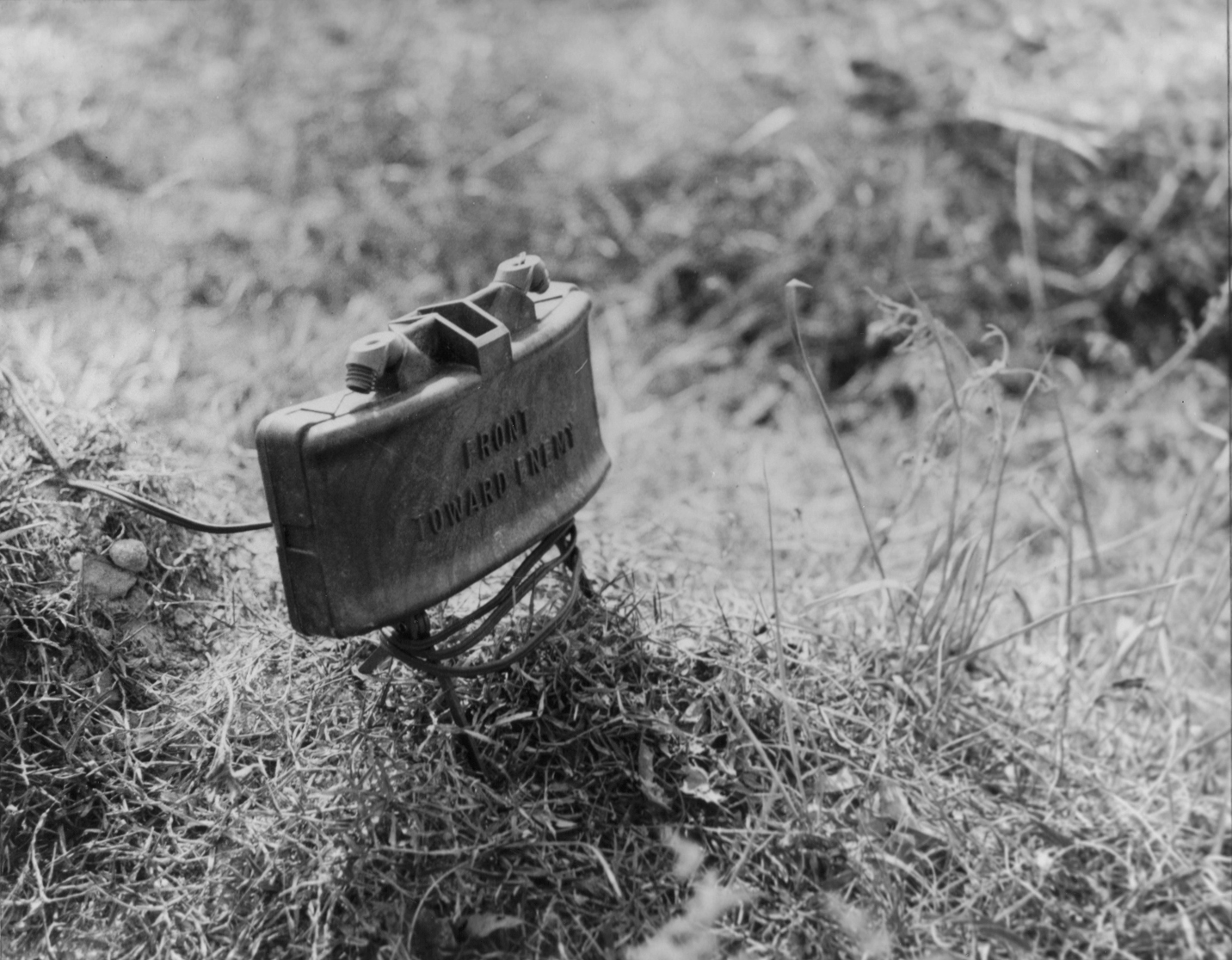
M18-Claymore-Mine im Einsatz

Die M18A1-Claymore, meist nur kurz als Claymore bezeichnet, ist eine während des Koreakrieges entwickelte Richtsplitterladung, also eine ‚Landmine‘, deren Explosionswirkung in eine bestimmte Richtung relativ zur Sprengladung konzentriert wird. Ihr Entwickler Norman A. MacLeod gab ihr den Namen nach dem schottischen Claymore-Schwert.
Die Claymore wird seit 1963 bei der US Army eingesetzt. In den Spitzenzeiten wurden während des Vietnamkriegs bis zu 80.000 Claymores pro Monat produziert.

## Aufbau und Technik
Die Claymore besteht aus einem olivfarbenen Kunststoffgehäuse, das horizontal konvex und vertikal konkav geformt ist. Die Übungsversion der Mine besitzt ein blaues Gehäuse. Die Gehäuseform wurde gewählt, um eine optimale Streuungswirkung zu erzielen. An der Unterseite des Gehäuses befinden sich vier ausklappbare scherenartige Metallfüße, um die Mine in das Erdreich zu stecken oder zu befestigen. Zur Vermeidung von mitunter tödlichen Missverständnissen und Bedienfehlern sind die Claymores auf der Vorderseite mit der Aufschrift Front Toward Enemy (dt. „Vorderseite Richtung Feind“) versehen. Die Mine selbst ist 210 Millimeter (mm) breit, 140 mm hoch und 35 mm dick.
Die Mine wiegt knapp 1,6 Kilogramm, wovon 682 Gramm auf den verwendeten Plastiksprengstoff entfallen. Der C3- oder C4-Sprengstoff ist auf der Rückseite der Mine aufgebracht. Davor befinden sich rund 700 Stahlkugeln, die in eine Kunstharz-Schicht eingebettet sind.
Auf der Oberseite der Mine befindet sich ein einfaches Visier, um den Explosionskegel optimal ausrichten zu können. Die Zündung erfolgt entweder durch Fernzündung über Zündkabel oder über einen Stolperdraht. Es ergibt sich damit dasselbe Prinzip einer Selbstschussanlage. Die vom Opfer ausgelöste Zündung mit Stolperdraht ist in vielen Ländern durch die Ottawa-Konvention geächtet, nicht jedoch bei den US-Streitkräften.

## Wirkung und Einsatz
Die Mine wird in erster Linie defensiv, also zur Verteidigung einer Stellung, von Schützengräben oder zur Sicherung eines Objektes eingesetzt. Sie kann aber auch offensiv für einen Hinterhalt oder Feuerüberfall verwendet werden.
Bei einer durch Fernzündung oder per Stolperdraht ausgelösten Zündung bewegt sich die Druckwelle der Explosion größtenteils von der Metallplatte weg und schießt so die Metallkugeln in einem 60°-Winkel nach vorne. In einem Abstand von 50 Metern wird eine Verteilung der Stahlkugeln auf 50 m Breite und etwa 2 m Höhe erzielt. Bei dieser Entfernung sind die Stahlkugeln für den Menschen tödlich und treffen mit einer Wahrscheinlichkeit von 30 Prozent ein Mannziel. Die maximale Reichweite der Kugeln beträgt 250 m. Die effektive Reichweite ist geringer, knapp 100 m. Der Sicherheitsabstand rundum ist 100 m, wobei der Bereich 16 m hinter der Mine vollständig geräumt werden sollte.
Im Vietnamkrieg wurde die Mine häufig von der United States Army eingesetzt, die allerdings ein Drittel ihrer eigenen Opfer auf Minen zurückführen musste. Ein Großteil dieser US-Minen wurde von gegnerischen Soldaten entdeckt und für eigene Zwecke eingesetzt.
Eine weitere praktizierte Nutzung ist das Anbringen an (gepanzerten) Fahrzeugen, damit diese im extremen Nahbereich gegen infanteristische und ungepanzerte Gegner wirken können. Ist das eigene Fahrzeug nicht oder zu gering gepanzert, kann es durch die Mine ebenfalls beschädigt werden. Unter anderem aus diesem Grund ist diese Art der Nutzung offiziell bei keiner Armee vorgesehen.
Die Claymore wurde in den Jahren 1969 bis 1992 von den USA in 28 Länder exportiert. In der Zwischenzeit wurden Kopien der Mine in verschiedenen Ländern, unter anderem Südkorea, hergestellt und wiederum in andere Länder verkauft.

## Kontroverse
Die Verwendung von Antipersonenminen wird weltweit kontrovers diskutiert und ist in der Zwischenzeit in vielen Ländern geächtet. Die Claymore wird normalerweise kontrolliert verlegt und per Fernzündung gezündet, wodurch das Risiko von Begleitschäden reduziert wird. Eine Nutzung einer Schützen-Richtladung ist nach der Ottawa-Konvention im Gegensatz zur Zündung durch einen Stolperdraht erlaubt.